# Dinko Vitezić
Dinko Vitezić (ur. 24 lipca 1822 we Vrbniku, zm. 25 grudnia 1904 w Krku) – chorwacki polityk i prawnik.

## Życiorys
Uczęszczał do gimnazjum w Zadarze. Odbył studia prawnicze na uniwersytetach w Wiedniu i Padwie, gdzie w 1847 roku uzyskał stopień naukowy doktora. W latach 1848–1884 pracował w zadarskiej służbie skarbowej. Pełnił funkcję prokuratora Dalmacji. Od 1884 roku prowadził kancelarię adwokacką w Krku.
Był zwolennikiem Josipa Juraja Strossmayera. W latach 1873–1891 był pierwszym przedstawicielem Margrabstwa Istrii w austriackiej Radzie Państwa, pokonując w wyborach włoskich kontrkandydatów. W 1891 roku nie ubiegał się o reelekcję i przekazał poparcie Vjekoslavowi Spinčiciowi. W ramach swojej działalności politycznej sprzeciwiał się włoskiej irredencie. Był działaczem chorwackiego odrodzenia narodowego na Istrii i w Królestwie Dalmacji. Wraz z Jurajem Dobrilą zaliczany jest do tzw. pierwszego pokolenia odrodzeniowców. Współpracował z Mihem Klaiciem i Mihovilem Pavlinoviciem. Opowiadał się za zjednoczeniem Słowian południowych. Był współtwórcą organizacji Matica dalmatinska i czasopisma Il Nazionale. Został pierwszym prezesem organizacji Bratovšćina hrvatskih ljudi u Istri i Družba sv. Ćirila i Metoda za Istru. Należał także do Staroslavenskej akademiji u Krku.
Jego bratankiem był polityk Dinko Trinajstić.